# Aulacomnium pentastichum
Aulacomnium pentastichum là một loài rêu trong họ Aulacomniaceae. Loài này được Mont. mô tả khoa học đầu tiên năm 1845.